# Brock Trotter
Brock Trotter, född 16 januari 1987 i Brandon, Manitoba, är en kanadensisk professionell ishockeyspelare som spelar för IF Björklöven i Hockeyallsvenskan.

## Spelarkarriär
Den 15 april 2008 blev han återkallad från Hamilton Bulldogs i American Hockey League (AHL) och förväntades spela sin första NHL-match den 19 april 2008 mot Boston Bruins, men togs inte ut i matchtruppen. Den 5 februari 2010 blev Trotter åter igen uppkallad från Hamilton Bulldogs till Montreal och gjorde sin NHL-debut den 6 februari 2010 i en 5-3-seger mot Pittsburgh Penguins. Trotter bildade kedja tillsammans med Hamilton Bulldogs-bekantingarna Ryan White och David Desharnais och spelare två matcher med Montreal innan han återvände till Bulldogs där han blev lagets meste målskytt med sina 36 mål och näst poängbäst efter Desharnais med 77 poäng.
Den 28 juli 2010 lämnade Trotter Canadiens organisation och Nordamerika för att underteckna ett tvåårskontrakt med det lettiska KHL-laget Dinamo Riga.
Den 4 juli 2011 undertecknade Trotter ett ettårigt tvåvägskontrakt för att återvända till Canadiens. Återkomsten till Montreal blev dock kortlivad med anledning av att han den 23 oktober 2011 tillsammans med ett draftval i sjunde rundan blev tredjad till Phoenix Coyotes i utbyte mot Petteri Nokelainen och Garrett Stafford. Han tilldelades därefter till Coyotes AHL-lag Portland Pirates. Trotter placerades i hans tredje lag under säsongen då han trejdades till St. John's IceCaps tillsammans med Peter Mannino och Kenndal McArdle den 2 mars 2012.
Efter att ha missat två säsonger på grund av rygg- och nackskada gjorde Trotter comeback till den professionella hockeyn genom att underteckna ett tryout-kontrakt med den kroatiska KHL-klubben KHL Medveščak Zagreb i den 24 juni 2014. Provspelet blev lyckat och den 1 september 2014 skrev Trotter på ett ettårskontrakt med klubben. På 16 matcher med det kroatiska laget gjorde Trotter ett mål och fem assist då han spelade sig tillbaka i form. Efter brist på istid bad Trotter om och blev även frigjord från sitt kontrakt så att han kunde återvända till Dinamo Riga, det letiska laget, där han gjorde 26 poäng på 49 matcher under säsongen 2010-11.
Inför säsongen 2015-16 deltog Trotter i Winnipeg Jets träningsläger, men misslyckades med att ta en NHL-plats och skrev den 16 oktober 2015 på för IF Björklöven i Hockeyallsvenskan. Den 5 oktober 2016 anslöt Trotter till FM-ligalaget SaiPa på ett ettårskontrakt.
Trotter skrev på för norska Stavanger Oilers den 10 januari 2018, men efter att en dryg månad senare inte fått arbetstillstånd i Norge lämnade han klubben utan att ha spelat någon match och återvände istället den 15 februari till IF Björklöven.

## Spelarstatistik
| 2003–04    | Dauphin Kings        | MJHL       | 63 | 32 | 33 | 65 | 108 | —  | — | —  | —  | —  |
| 2004–05    | Lincoln Stars        | USHL       | 60 | 20 | 38 | 58 | 84  | 4  | 2 | 3  | 5  | 0  |
| 2005–06    | University of Denver | WCHA       | 5  | 3  | 2  | 5  | 2   | —  | — | —  | —  | —  |
| 2006–07    | University of Denver | WCHA       | 40 | 16 | 24 | 40 | 22  | —  | — | —  | —  | —  |
| 2007–08    | University of Denver | WCHA       | 24 | 13 | 18 | 31 | 18  | —  | — | —  | —  | —  |
| 2007–08    | Hamilton Bulldogs    | AHL        | 21 | 3  | 6  | 9  | 4   | —  | — | —  | —  | —  |
| 2008–09    | Hamilton Bulldogs    | AHL        | 76 | 18 | 31 | 49 | 32  | 6  | 0 | 1  | 1  | 13 |
| 2009–10    | Hamilton Bulldogs    | AHL        | 75 | 36 | 41 | 77 | 56  | 19 | 8 | 11 | 19 | 14 |
| 2009–10    | Montreal Canadiens   | NHL        | 2  | 0  | 0  | 0  | 0   | —  | — | —  | —  | —  |
| 2010–11    | Dinamo Riga          | KHL        | 49 | 9  | 17 | 26 | 38  | 11 | 4 | 5  | 9  | 10 |
| 2011–12    | Hamilton Bulldogs    | AHL        | 5  | 2  | 5  | 7  | 4   | —  | — | —  | —  | —  |
| 2011–12    | Portland Pirates     | AHL        | 35 | 12 | 19 | 31 | 16  | —  | — | —  | —  | —  |
| 2011–12    | St. John's IceCaps   | AHL        | 2  | 0  | 0  | 0  | 4   | 15 | 5 | 6  | 11 | 12 |
| 2014–15    | KHL Medveščak Zagreb | KHL        | 16 | 1  | 5  | 6  | 41  | —  | — | —  | —  | —  |
| 2014–15    | Dinamo Riga          | KHL        | 16 | 1  | 1  | 2  | 14  | —  | — | —  | —  | —  |
| 2015–16    | IF Björklöven        | HA         | 35 | 6  | 20 | 26 | 16  | —  | — | —  | —  | —  |
| NHL totalt | NHL totalt           | NHL totalt | 2  | 0  | 0  | 0  | 0   | —  | — | —  | —  | —  |
| KHL totalt | KHL totalt           | KHL totalt | 81 | 11 | 23 | 34 | 93  | 11 | 4 | 5  | 9  | 10 |